# SN 2007ih
SN 2007ih – supernowa typu Ia odkryta 3 września 2007 roku w galaktyce A213310-0057. W momencie odkrycia miała maksymalną jasność 20,80m.